# Tévedés (jog)
A tévedés valós tények félreismerése. Fogalma részben eltér attól függően, hogy büntetőjogi vagy polgári jogi értelemben használjuk ezt a kifejezést. Hétköznapi értelemben tévedésről akkor beszélhetünk, ha nem valós tényt valósnak gondolunk. A tévedésben levő olyan magatartást tanúsít, amit a tévedés nélkül nem tett volna meg.

## A büntetőjogban
A tévedés mint büntetőjogi fogalom az elkövető büntethetőségét, illetve a cselekmény büntetendőségét kizáró vagy korlátozó okok (a büntethetőséget kizáró vagy korlátozó okok) egyike. Sem a ténybeli, sem a cselekmény társadalomra veszélyességében való tévedés nem zárja ki a büntethetőséget, ha azt gondatlanság okozta és a Büntető Törvénykönyv a gondatlan elkövetést is bünteti. A szándékos bűnösség tudati oldala fogyatékos, az elkövető hibás feltevésekre, információkra alapozva cselekszik.

### Fajtái
A Büntető Törvénykönyv megkülönbözteti a ténybeli tévedést (latinul: error facti) és a cselekmény társadalomra veszélyességében való tévedést (jogban való tévedést vagy jogi tévedést (latinul: error iuris). Nem büntethető az elkövető olyan tény miatt, amelyről az elkövetéskor nem tudott. Nem büntethető, aki a büntetendő cselekményt abban a téves feltevésben követi el, hogy az a társadalomra nem veszélyes, és erre a feltevésre alapos oka van.

#### Ténybeli tévedés
A szándékos bűncselekmény megvalósításához az elkövetőnek a törvényi tényállás tárgyi oldali ismérveivel kell tisztában lennie. Ténybeli tévedésről van szó abban az esetben, ha a konkrét bűncselekmény tényállásának valamely tárgyi oldali ismérvét a tényállásszerű cselekményt megvalósító személy tudata az elkövetéskor nem fogja át.
Releváns tehát a ténybeli tévedés, ha az elkövetési tárgyra, a passzív alanyra az elkövetési magatartásra, az eredményre, az okozati összefüggésre, az elkövetés helyére, módjára, idejére vagy eszközére vonatkozik. A rendszerinti (például passzív alany) vagy az esetleges (például az elkövetés módja) ismérvekben való tévedés természetesen csak akkor lényeges, ha a konkrét törvényi tényállásban szerepelnek. Ténybeli tévedés esetén a cselekményt az elkövető által felismert tények figyelembevételével kell megítélni, azokat a körülményeket, amelyeket nem ismert fel, vagy amelyeket tévesen ítélt meg, a büntetőjogi felelősségre vonás szempontjából figyelmen kívül kell hagyni.
Ennek a műveletnek az elvégzése után a következő esetek fordulhatnak elő:
- A cselekmény egyáltalán nem minősül bűncselekménynek (Például, ha a férfi – a testi és értelmi fejlettsége miatt alappal gondolhatta, hogy az a nő, akinek a beleegyezésével közösült, már betöltötte a tizennegyedik életévét, megrontásért akkor sem vonható felelősségre, ha utóbb kiderül, hogy csak tizenhárom éves volt.)
- A cselekmény más szándékos bűncselekmények minősül.
- Nem róható az elkövető terhére – kivéve azt az esetet, ha a minősítő körülmény – a bűncselekmény minősítő esete, ha a tévedés a minősítő körülménnyel kapcsolatos, az elkövető azonban az alapesetért ilyenkor is felel.

Ezzel szemben, ha a minősítő körülmény eredmény és az elkövető tévedését gondatlanság okozza, a minősített esetért felel, mert a Btk. 9. §-ára figyelemmel ekkor a bűnösség enyhébb formája is elégséges.
A ténybeli tévedés irreleváns, ha olyan tényre vonatkozik, amelyet nem kell átfognia a szándékosságnak.
Így közömbös a személyben (error in persona) vagy az elkövetési tárgyban (error in obiecto) való tévedés.
Az okozatosságban való lényeges tévedés egyik sajátságos esete az elvétés (aberratio ictus). Az elvétés lényege, hogy az elkövető támadása a célba vett személy ellen irányul, de gondatlansága folytán az elkövetési magatartás az eredetileg megtámadni nem szándékozott személyt vagy elkövetési tárgyat éri. Ilyenkor a célba vett személy tekintetében a szándékos bűncselekmény kísérlete, a tényleges sérelmet elszenvedő személy vonatkozásában pedig gondatlan bűncselekmény állapítandó meg.

#### A cselekmény társadalomra veszélyességében való tévedés
Szándékosan követi el a bűncselekményt, aki magatartásának következményeit kívánja, vagy e következményekbe belenyugszik, ezzel szemben gondatlanságból követi el a bűncselekményt, aki előre látja magatartásának lehetséges következményeit, de könnyelműen bízik azok elmaradásában, úgyszintén az is, aki e következmények lehetőségét azért nem látja előre, mert a tőle elvárható figyelmet vagy körültekintést elmulasztja.
Aki a cselekményt abban a téves feltevésben követ el, hogy a társadalomra nem veszélyes és erre a feltevésre alapos oka van, nem büntethető, ha azonban a tévedést gondatlanság okozza és a törvény a gondatlanságból eredő elkövetést is büntetni rendeli, a tévedés a büntethetőséget nem zárja ki.
A társadalomra veszélyesség tudatát a cselekmény jogellenességének, erkölcs-ellenességének vagy társadalmi helytelenítésének a tudata képezheti.
- Ha az elkövető tisztában van azzal, hogy cselekményét jogszabály tiltja, a társadalomra veszélyesség tudata adott. (Nem azt kell tudnia, hogy a magatartást a Büntető Törvénykönyv bűncselekménynek nyilvánítja, elégséges azt felismerni, hogy a magatartás jogilag tilalmazott.) A büntető jogszabálynak a nem tudása vagy téves értelmezése semmiképp nem zárja ki a büntetőjogi felelősséget. A büntetőjogi keretrendelkezést kitöltő igazgatási jogszabályok ismeretének hiánya vagy téves feltevése azonban megalapozhatja a Btk. 20. §-ának (2) bekezdése szerinti büntethetőséget kizáró ok megállapítását.
- Szintén adott a cselekmény társadalomra veszélyességének tudata akkor, ha az elkövető tisztában van magatartásának erkölcsi elítélendőségével. Az erkölcsi felfogás vonatkozásában nem az elkövető, hanem a társadalom értékítéletének van jelentősége.
- Ugyancsak adott a cselekmény társadalomra veszélyességének tudata, ha az elkövető tisztában van magatartásának veszélyes jellegével. Így mindenki által tudott, hogy az ittasság hátrányosan befolyásolja a gépjármű-vezetési képességet.

Az említett okok bármelyikének a fennállása esetén a cselekmény társadalomra veszélyességnek tudata adott.
A társadalomra veszélyességében való tévedés az alábbi esetkörökben állapítható meg:
- Az elkövető – tévesen – fennállónak tart egy olyan okot, amely, ha a valóságban létezne, a cselekmény társadalomra veszélyességét kizárná. A társadalomra veszélyességet kizárja például a jogos védelem, a végszükség vagy a sértett beleegyezése. Aki tehát, bár nincs jogos védelmi helyzetben, de a körülmények alapján alappal tételezi fel annak fennállását, vélt jogos védelmi helyzetben, de a körülmények alapján alappal tételezi fel annak fennállását, vélt jogos védelemben cselekszik. A vélt jogos védelmi helyzet megállapításának akkor van helye, amikor az elkövető az ellene színleg irányzott támadást vagy közvetlen fenyegetést komolynak, illetve létezőnek véli, és a feltételezett támadás objektív jellegének megfelelően védekezik. A vélt jogos védelemben kifejtett magatartás miatt tehát az ilyen helyzetben levő nem büntethető. Abban az esetben viszont, ha a jogos védelmi helyzetet gondatlansága folytán tévesen tételezte fel és a kifejezett szándékos cselekménynek a gondatlan alakzatát a törvény büntetni rendeli, gondatlan bűncselekményért kell az elkövetőt felelősségre vonni.
- A büntetőjogi keretrendelkezést kitöltő igazgatási norma ismeretének hiánya kivételesen megalapozhatja a 20. § (2) bekezdésének az alkalmazását.

## Története
Lényegében azonos szabályokat tartalmaztak a tévedéssel kapcsolatban a korábbi Büntető Törvénykönyvek rendelkezései.

## A polgári jogban
A tévedés (latinul: error) a polgári jogban a szerződéskötési akarathibák egyike, amelyre hivatkozva az adott szerződés bíróság előtt megtámadható. A tévedés hamis ítéletnek igaz gyanánt való elfogadása. Tévedésről akkor van szó jogi értelemben, ha valamelyik fél a szerződés megkötésekor valamely lényeges körülmény tekintetében tévedésben volt. Ez önmagában még nem elegendő a megtámadhatósághoz, ugyanis az is kell, hogy a tévedést a másik fél okozta vagy azt felismerhette. Nem feltétel a tudatos tévedésbe ejtés, ez ugyanis már megtévesztésnek minősül. Tévedés esetében a megtámadási határidő a tévedés felismerésekor kezdődik meg.

### Kölcsönös téves feltevés
Kölcsönös téves feltevés esetén mindkét fél ugyanabban a téves feltevésben volt. Ebben az esetben bármelyikük jogosult a megtámadásra. A megtámadási határidő a feltevés téves voltának felismerésekor kezdődik.

### A hatályos Polgári Törvénykönyvben
A hatályos Polgári Törvénykönyv a szerződési akarathibák között rendelkezik a tévedésről is. Aki a szerződés megkötésekor valamely lényeges körülmény tekintetében tévedésben volt, a szerződési jognyilatkozatát megtámadhatja, ha tévedését a másik fél okozta vagy felismerhette. Lényeges körülményre vonatkozik a tévedés akkor, ha annak ismeretében a fél nem vagy más tartalommal kötötte volna meg a szerződést. Ha a felek a szerződéskötéskor lényeges kérdésben ugyanabban a téves feltevésben voltak, a szerződést bármelyikük megtámadhatja. Nem támadhatja meg a szerződést az, aki a tévedését felismerhette vagy a tévedés kockázatát vállalta.

## A nemzetközi jogban
A tévedés szerepe nagyon korlátozott a nemzetközi jogban az állam beleegyezésének vonatkozásában, mivel a nemzetközi szerződés kötésére az állam felkészült szakapparátussal rendelkezik. Így az államtól fokozott körültekintés várható el. Tévedésre hivatkozhat pl. egy állam, ha a tévedés a szerződés megkötéséhez lényeges alapul szolgáló helyzetre vagy tényre vonatkozott, amelyet az adott állam a szerződés megkötése előtt fennállónak feltételezett. Ugyanakkor nem hivatkozhat tévedésre egy állam, ha tudott róla vagy tudnia kellett volna róla, vagy maga is hozzájárult a tévedés bekövetkezéséhez.

## A tévedés fajtái a Pallas nagy lexikonában

### Formai tévedés - tartalmi tévedés
Szokás a formai tévedést a tartalmitól különböztetni meg; amaz a gondolkodás törvényeinek mellőzéséből, ellenük való vétségből származik; emez a tárgy mivoltának félreismeréséből, nem-ismeréséből. Többnyire azonban mindkét forrás együttesen szolgáltat a tévedésre okokat. Mert valamely tárgy természetének félreismerése rendszerint abból származik, hogy a tárgyak megismerésének formai törvényei ellen vétettünk.

### Jogi tévedés - ténybeli tévedés
Jogi értelemben tévedés és tudatlanság (ignorantia) szorosabb értelemben abban különböznek egymástól, hogy az utóbbi valaminek nem tudását, az előbbi pedig valaminek a valóságtól eltérő tudását jelenti. Tudatlanság az, ha valaki nem tudja, hogy valami létezik vagy nem létezik; tévedés ellenben annál fordul elő, aki a létezőt nem létezőnek, a nem létezőt létezőnek veszi. Jogi hatályára nézve a kettő között nincs különbség, és az előbbi alatt az utóbbit is szokás érteni.

### A büntetőjogban
- 1978. évi IV. törvény a Büntető Törvénykönyvről   (Hozzáférés ideje: 2021. október 9.)
- 1961. évi V. törvény a Magyar Népköztársaság Büntető Törvénykönyvéről   (Hozzáférés ideje: 2021. október 9.)

### A polgári jogban
- hidasi.hu